# Jorge Eduardo Lozano
Jorge Eduardo Lozano (Buenos Aires, 10 de fevereiro de 1955) é prelado argentino da Igreja Católica Romana. É arcebispo metropolita de San Juan de Cuyo desde 2017.

## Biografia
Nasceu em Buenos Aires, Argentina. Cursou eletrotécnica na Escola Industrial Otto Krause. Depois de estudar um ano de engenharia, ingressou no Seminário Metropolitano em Villa Devoto. Obteve o grau de bacharel em Teologia na Pontifícia Universidade Católica da Argentina.
Foi ordenado sacerdote em 17 de novembro de 1982 pelas mãos do cardeal-arcebispo Juan Carlos Aramburu. Foi, inter alia, assistente da Ação Católica Juvenil Arquidiocesana (1983-1993) e vice-presidente da Comissão Arquidiocesana dos Institutos Educativos Paroquiais (1990-1992).
Em 4 de janeiro de 2000, o Papa João Paulo II o nomeou bispo auxiliar da Arquidiocese de Buenos Aires e bispo titular de Furnos Maior. Foi ordenado bispo em 25 de março de 2000 pelo arcebispo Jorge Mario Bergoglio, SJ.
Em 22 de dezembro de 2005, o Papa Bento XVI o nomeou Ordinário da diocese de Gualeguaychú. Tomou posse desta diocese e iniciou seu ministério pastoral em 11 de março de 2006.
No Conselho Episcopal Latino-Americano (CELAM) foi responsável pela Seção Leigos Construtores da Sociedade entre 2003 e 2007, e da Pastoral Social de 2007 a 2011.
Durante a V Conferência Geral do Episcopado Latino-Americano e do Caribe de 2007, em Aparecida, Brasil, coordenou a Oficina de Imprensa da Assembleia. Foi um dos quatro bispos argentinos que participaram do Sínodo sobre a Nova Evangelização em Roma, em outubro de 2012. Na Conferência Episcopal Argentina, é membro da Comissão Episcopal da Pastoral Social.
É autor de diversos livros, entre os quais: Tengo algo que decirte (Lumen, 2011); Vamos por la vida (San Pablo, 2012), Por el camino de la justicia y de la solidaridad (2012) e Nueva Evangelización: Fuerza de auténtica libertad del 2013; e, em colaboração co Fabián Esparafita, Claudia Carbajal e Emilio Inzaurraga, La sed, el agua y la fe (Ágape, 2013).
Em 31 de agosto de 2016, o Papa Francisco o nomeou Arcebispo Coadjutor de San Juan de Cuyo. Em 17 de junho de 2017, após a aposentadoria de Dom Alfonso Delgado Evers, tomou posse na arquidiocese .
Em 6 de novembro de 2020, foi eleito secretário geral do CELAM em substituição ao colombiano Dom Juan Carlos Cárdenas Toro, que renunciara à função por ter sido eleito bispo de Pasto.